# Прва влада Благоја Нешковића
Прва влада Благоја Нешковића, званично Народна Влада Србије, била је прва Влада Федералне Србије и Народне Републике Србије. Формирана је 9. априла 1945. на седници Народне скупштине Србије. Након доношења Закона о именовању Народне Републике Србије, 19. фебруара 1946, којим је Федерална Држава Србија променила назив у Народна Република Србија, сходно томе Народна влада Србије променила је назив у Влада Народне Републике Србије. Постојала је до 22. новембра 1946. када је након одржаних избора за Уставотворну скупштину Србије формирана нова Влада истог мандатара.

## Историјат
Влада Федералне Србије формирана је Указом Председништва Народне скупштине, истог дана када је Антифашистичка скупштина народног ослобођења Србије (АСНОС) применована у Народну скупштину Србије, чиме је новоформирана скупштина своје извршне функције пренела на Владу, која је преузла вођење државних послова на територији Федралне Србије. Приликом формирања, поред председника Владе, имала је два потпредседника и 11 министара. Број министарстава касније је мењан, а прва измена извршена је 29. августа 1945. када је изменом Закона о Народној влади Србије број министарстава повећан на 13. Тада је Министарство за индустрију и рударство подељено на два министарства, а уведено је Министарство за аграрну реформу и колонизацију, као и функција министра без портфеља.
Председник Владе био је др Благоје Нешковић, лекар, секретар Централног комитета Комунистичке партије Србије и секретар Извршног одбора Народног фронта Србије. У свом експозеу, као основне задатке Владе председник је навео — завршетак рата, обнову и изградњу земље, очување и учвршћивање и развијање тековина Народноослободилачке борбе. Фебруара 1946, сагласно одредбама Устава ФНРЈ, донетог 31. јануара 1946, Народна скупштина Србије усвојила је 19. фебруара 1946. донела Закона о именовању Народне Републике Србије којим је Федерална Држава Србија променила назив у Народна Република Србија, а сходно томе Народна влада Србије променила је назив у Влада Народне Републике Србије. У току мандата Владе, одржани су 10. новембра 1946. избори за Уставотворну скупштину НР Србије, након чега је 22. новембра 1946. формирана прва Влада НР Србије, која је била сличног састава, јер је задржан исти председник, као и већина министара.
Приликом формирања Владе Федералне Србије у њу нису нису укључени представници Аутономне Покрајине Војводине и Аутономне Косовско-метохијске Области из разлога јер њихове покрајинске/обласне скупштине, због изванредних политичких и војних прилика (војних управа) у зиму 1944/45, нису биле формиране, па самим тим нису могле да донесу формалне одлуке о томе да улазе у оквир Федералне Србије. Након што су Обласни народноослободилачки одбор Косова и Метохије у Призрену, 8. јула 1945. и Скупштина изасланика народа Војводине у Новом Саду, 30. јула 1945. донели једногласне одлуке да улазе у састав федералне Србије, на тим тим скупштинама су изабрани и посланици за Народну скупштину Србије.
У току мандата Народне владе Србије завршено је територијално уобличавање Народне Републике Србије и успостављена граница према НР Хрватској и НР Македонији. Почела је колонизација Војводине, насељавањем породица бораца НОР из пасивних крајева Црне Горе, Херцеговине, Лике, Босанске Крајине и др.

## Састав Владе
| Функција                                | Име и презиме          | Странка                           | У служби   | У служби    | Напомена                                                      | Реф.                |
| Функција                                | Име и презиме          | Странка                           | почетак    | крај        | Напомена                                                      | Реф.                |
| --------------------------------------- | ---------------------- | --------------------------------- | ---------- | ----------- | ------------------------------------------------------------- | ------------------- |
| Председник Владе                        | Благоје Нешковић       | ЈНОФ Србије (КПЈ)                 | 9.4.1945.  | 22.11.1946. |                                                               | [ 8 ]               |
| Први потпредседник                      | Михаило Ђуровић        | ЈНОФ Србије                       | 9.4.1945.  | 22.11.1946. |                                                               | [ 8 ]               |
| Други потпредседник                     | Станислав Бошковић     | ЈНОФ Србије (ЗС)                  | 9.4.1945.  | 22.11.1946. |                                                               | [ 8 ]               |
| Министар грађевине                      | Михајло Стојановић     | ЈНОФ Србије (ЈРС)                 | 9.4.1945.  | 24.7.1945.  |                                                               | [ 8 ]               |
| Министар грађевине                      | Алекса Томић           | ЈНОФ Србије (ЈРС)                 | 24.7.1945. | 22.11.1946. |                                                               | [ 9 ]               |
| Министар индустрије и рударства         | Миливоје Перовић       | ЈНОФ Србије (КПЈ)                 | 9.4.1945.  | 9.1945.     | након поделе министарства наставио као министар за индустрију | [ 8 ]               |
| Министар народног здравља               | Урош Јекић             | ЈНОФ Србије                       | 9.4.1945.  | 22.11.1946. |                                                               | [ 8 ]               |
| Министар пољопривреде                   | Милан Смиљанић         | ЈНОФ Србије (НРС)                 | 9.4.1945.  | 22.11.1946. |                                                               | [ 8 ]               |
| Министар правосуђа                      | Милош Царевић          | ЈНОФ Србије (Демократска странка) | 9.4.1945.  | 22.11.1946. |                                                               | [ 8 ]               |
| Министар просвете                       | Митра Митровић Ђилас   | ЈНОФ Србије (КПЈ)                 | 9.4.1945.  | 22.11.1946. |                                                               | [ 8 ]               |
| Министар социјалне политике             | Живота Ђермановић      | ЈНОФ Србије (НСС)                 | 9.4.1945.  | 22.11.1946. |                                                               | [ 8 ]               |
| Министар трговине и снабдевања          | Воја Лековић           | ЈНОФ Србије (КПЈ)                 | 9.4.1945.  | 27.6.1945.  |                                                               | [ 8 ]               |
| Министар трговине и снабдевања          | Риста Антуновић Баја   | ЈНОФ Србије (КПЈ)                 | 27.6.1945. | 22.11.1946. |                                                               | [ 9 ]               |
| Министар унутрашњих послова             | Милентије Поповић      | ЈНОФ Србије (КПЈ)                 | 9.4.1945.  | 27.6.1945.  |                                                               | [ 8 ]               |
| Министар унутрашњих послова             | Мома Марковић          | ЈНОФ Србије (КПЈ)                 | 27.6.1945. | 19.2.1946.  |                                                               | [ 9 ]               |
| Министар унутрашњих послова             | Слободан Пенезић Крцун | ЈНОФ Србије (КПЈ)                 | 19.2.1946. | 22.11.1946. |                                                               | [ 9 ]               |
| Министар финансија                      | Петар Стамболић        | ЈНОФ Србије (КПЈ)                 | 9.4.1945.  | 22.11.1946. |                                                               | [ 8 ]               |
| Министар шума                           | Милош Московљевић      | ЈНОФ Србије (ЗС)                  | 9.4.1945.  | 22.11.1946. |                                                               | [ 8 ]               |
| Министар индустрије                     | Миливоје Перовић       | ЈНОФ Србије (КПЈ)                 | 9.1945.    | 21.5.1946.  | раније министар индустрије и рударства                        | [ 9 ]               |
| Министар индустрије                     | Јован Веселинов        | ЈНОФ Србије (КПЈ)                 | 21.5.1946. | 22.11.1946. | раније министар аграрне реформе и колонизације                | [ 9 ] [ 10 ]        |
| Министар рударства                      | Мехмед Хоџа            | ЈНОФ Србије (КПЈ)                 | 9.1945.    | 22.11.1946. |                                                               | [ 9 ]               |
| Министар аграрне рефроме и колонизације | Јован Веселинов        | ЈНОФ Србије (КПЈ)                 | 1.9.1945.  | 21.5.1946.  |                                                               | [ 9 ] [ 10 ] [ 11 ] |
| Министар рада                           | Спасенија Цана Бабовић | ЈНОФ Србије (КПЈ)                 | 21.5.1946. | 22.11.1946. |                                                               | [ 9 ] [ 10 ]        |
| Министар без портфеља                   | Лајчо Јармазовић       | ЈНОФ Србије                       | 9.4.1945.  | 22.11.1946. |                                                               | [ 9 ]               |